# Dialetto novarese occidentale
Il novarese occidentale (nome nativo noareis [nʊʋaˈrɛi̯s]) è un dialetto appartenente alla lingua piemontese, parlato approssimativamente nel territorio compreso tra il fiume Sesia e il torrente Agogna (Provincia di Novara), e in transizione col lombardo occidentale, nel Cusio. Questo dialetto piemontese presenta molte affinità con i dialetti vicini quali il vercellese, il biellese e il valsesiano.

## Coniugazione dei verbi e morfologia
- la seconda persona singolare non termina in –s ma in e/i (ët parle, ët ei)
- il pronome verbale della seconda persona singolare non è it ma et/ët (pronunciato et/at)
- il pronome verbale della terza persona plurale non è a ma i (lor i parlo)
- l'ausiliare nei tempi composti è generalmente esse (essere) e non avèj (avere): mi i son parlà (anche se capita di sentire anche: mi j'heu parlà)
- le desinenze del futuro sono:

i fareu (i farö)
et farai
a farà
i faroma
i farèi
i faran
- e desinenze dell'imperfetto per la prima e seconda coniugazione (parlé)sono:

i parleva
et parleve
a parleva
i parlevo
i parleve
i parlevo
- per la terza coniugazione (dormì) abbiamo:

i dormiva
et dormive eccetera.
- la negazione si esprime con mìa o (meno frequentemente) con nen.
- il pronome dativo-locativo si esprime con ghë anziché con il tipo lenito piemontese jë/ië.

- la desinenza -é piemontese nell'infinito dei verbi che in italiano finiscono in -are:
  - nov.urb. lavrà ma nov.or. lavré
  - nov.urb. andà ma nov.or. andé
  - nov.urb. fà ma nov.or. fé

- la desinenza -i piemontese orientale nell'infinito dei verbi che in italiano finiscono in -ere:
  - nov.urb. mett ma nov.or. meti
  - nov.urb. vess ma nov.or. essi
  - nov.urb. vegh ma nov.or. aveghi
- la vocalizzazione della L in U:
  - nov.urb. cald ma nov.or. càud
  - nov.urb. alt ma nov.or. àut
  - nov.urb. salt ma nov.or. sàut
- a livello lessicale:
  - nov.urb. cavra ma nov.or. crava (capra in dialetto borgomanerese)
  - nov.urb. let ma nov.or. lecc (letto)
  - parole usate in provincia (molte anche nel capoluogo): asu (asino), smana (settimana), duja (recipiente), parëcc / ansì (così)...

## Tabelle comparative con i dialetti vicini
| Varietà               | 1      | 2      | 3    | 4      | 5     | 6   | 7   | 8        | 9    | 10  | 11           | 12    | 17     | 19      | 20   | 30     | 50        | 70             | 100  |
| --------------------- | ------ | ------ | ---- | ------ | ----- | --- | --- | -------- | ---- | --- | ------------ | ----- | ------ | ------- | ---- | ------ | --------- | -------------- | ---- |
| Novarese occidentale  | jün    | düi    | trei | quatar | sinch | ses | set | jeut     | neuv | des | jündas       | düdas | disset | disneuv | vint | tranta | sinquanta | stanta         | sent |
| Novarese di provincia | jün/ün | düi/dù | tri  | quatar | cinch | ses | set | eut      | neuv | des | ündas        | düdas | disset | disneuv | vint | tranta | cinquanta | stanta         | cent |
| Novarese urbano       | vün/ün | dü     | tri  | quatar | cinch | ses | set | veut/eut | neuf | des | vündas/ündas | düdas | disset | disneuf | vint | tranta | cinquanta | stanta/setanta | cent |

| Varietà    | lunedì   | martedì | mercoledì | giovedì  | venerdì | sabato     | domenica |
| ---------- | -------- | ------- | --------- | -------- | ------- | ---------- | -------- |
| Piemontese | lùn-es   | màrtes  | mèrcol    | giòbia   | vënner  | saba       | dumìnica |
| Novarese   | lùndas   | màrtas  | mèrcul    | giòbia   | vènar   | saba/sabat | dumìnica |
| Lombardo   | lundesdì | mardì   | mercoldì  | gioeubia | venardì | sabet      | domenega |

## Sostantivi

### Esiti in –cc/gg
- lacc e non làit

### Plurale in-i
- don-a diventa don-i

## Articoli
- Singolare: ël / la
- Plurale: ij per maschile e femminile

## Tabella comparativa
- Coniugazioni

| Italiano              | Piemontese letterario (torinese) | Piemontese orientale (vercellese/biellese) | Novarese occidentale (di San Nazzaro Sesia) | Novarese urbano           | Lombardo occidentale (milanese) |
| --------------------- | -------------------------------- | ------------------------------------------ | ------------------------------------------- | ------------------------- | ------------------------------- |
| essere                | esse                             | essi                                       | essi                                        | vess                      | vess                            |
| io sono               | mi i son                         | mi i son                                   | mi i son                                    | mi i son                  | mi son                          |
| tu sei                | ti it ses                        | ti t'èi                                    | ti t'è                                      | ti t'è                    | ti te seet                      |
| egli è ella è         | chiel a l'é chila a l'é          | lu/cëll a l'é lé/cëlla a l'é               | cëll/lu a l'é cëlla/lé a l'é                | luu l'é lee l'é           | luu l'é lee l'é                 |
| noi siamo             | noi i soma                       | noi i soma                                 | nui i soma                                  | nui soma                  | numm semm                       |
| voi siete             | voi i seve                       | voi i sèi                                  | vui i sé                                    | vui i sé                  | vialter siiv                    |
| essi sono             | lor a son                        | lor i son/lor i én                         | lur i son                                   | lor hinn                  | lor hinn                        |
| avere                 | avèj                             | avèj                                       | avèighi                                     | vegh                      | vegh                            |
| io ho                 | mi i l'hai                       | mi i j'heu                                 | mi i gh'heu                                 | mi gh'heu                 | mi gh'hoo                       |
| tu hai                | ti tl'has                        | ti t'hèi                                   | ti ta gh'hè                                 | ti ta gh'hè               | ti te gh'heet                   |
| egli ha ella ha       | chiel a l'ha chila a l'ha        | lu/cëll a l'ha lé/cëlla a l'ha             | cëll/lu al gh'ha cëlla/lé la gh'ha          | luu al gh'ha lee la gh'ha | lu al gh'ha lee la gh'ha        |
| noi abbiamo           | noi i l'oma                      | noi i j'oma                                | nui i gh'oma                                | nui gh'oma                | nialter gh'emm                  |
| voi avete             | voi i l'eve                      | voi i j'èi                                 | vui i gh'èi                                 | vui gh'é                  | vialter gh'hiiv                 |
| essi hanno            | lor a l'hann                     | lor i j'han                                | lur i gh'han                                | lor i gh'han              | lor gh'hann                     |
| cantare               | canté                            | canté                                      | canté                                       | cantà                     | cantà                           |
| io canto              | mi i canto                       | mi i cant                                  | mi i cänt                                   | mi canti                  | mi canti                        |
| tu canti              | ti it càntës                     | ti it canti                                | ti it cänti                                 | ti ta canti               | ti te cantet                    |
| egli canta ella canta | chiel a canta chila a canta      | lu/cëll al canta lé/cëlla a canta          | cëll/lu al canta cëlla/lé a canta           | luu al canta lee la canta | luu el canta lee la canta       |
| noi cantiamo          | noi i cantoma                    | noi i cantoma                              | nui i cantoma                               | nui i cantoma             | nialter a càntom                |
| voi cantate           | voi i cante                      | voi i canti                                | vui i cante                                 | vui i canté               | vialter cantiiv                 |
| essi cantano          | lor a canto                      | lor i canto                                | lur i càntan                                | lor i càntan              | lor i cànten                    |

- - Fonetica/Lessico

| Italiano   | Piemontese letterario (torinese) | Piemontese orientale (vercellese/biellese) | Novarese occidentale (di San Nazzaro Sesia) | Novarese urbano | Lombardo occidentale (milanese) |
| ---------- | -------------------------------- | ------------------------------------------ | ------------------------------------------- | --------------- | ------------------------------- |
| buonasera  | bon-a sèira                      | bon-a sèira                                | bon-a sèira                                 | bonna séra      | bona sera                       |
| candela    | candèila                         | candèila                                   | candèila                                    | candéla         | candèla                         |
| bere       | bèive                            | bèive                                      | bèive                                       | biv             | biv                             |
| questo     | cost/chëst                       | cost                                       | cost                                        | cost            | quest/chest                     |
| quello     | col                              | col                                        | col                                         | col             | quell/chell                     |
| qualcuno   | queidun                          | queidun                                    | queidun/queidjun                            | queivun         | queivun                         |
| coltello   | cotel                            | cotel                                      | corteil                                     | cortel          | cortel                          |
| una volta  | na vòta                          | na vòta                                    | na vòta                                     | na vòlta        | na voeulta                      |
| cazzuola   | cassòla                          | cassòla                                    | cassòla                                     | cassòla         | cassoeula                       |
| tutti      | tuti/tùit                        | tucc                                       | tucc                                        | tucc            | tucc                            |
| fatto      | fàit                             | facc                                       | facc                                        | fai             | fai                             |
| letto      | lét                              | lecc                                       | lecc                                        | lett            | lett                            |
| voialtri   | vojàutri/vojàitr                 | vojacc                                     | vujacc/vujàitr                              | vialtar         | vialter                         |
| alto       | àut                              | àut/jàut                                   | àut/jàut                                    | alt             | alt                             |
| caldo      | càud                             | càud                                       | càud                                        | cald            | cald                            |
| granoturco | melia                            | melia                                      | melga                                       | melgon          | formenton                       |
| scalare    | rampié                           | rampié                                     | rampighé                                    | rampigà         | rampegà                         |
| masticare  | mastié                           | mastié                                     | mastighé                                    | mastigà         | mastegà                         |
| cuore      | cheur                            | cheur                                      | cheur                                       | coeur           | coeur                           |
| genero     | gënner                           | gënner                                     | gënnar                                      | gènar           | gèner                           |
| quadro     | quàder                           | quàder                                     | quadar                                      | quàdar          | quàder                          |
| zucchero   | sùcher                           | sùcher                                     | sùcar                                       | sùcar           | zùcher                          |
| libro      | lìber                            | lìber                                      | libar                                       | lìbar           | lìber                           |
| bravo      | brav ['brau̯]                     | brav ['braf]/[brau̯]                        | brav ['braf]/[brau̯]                         | brav [braf]     | brao ['braf]                    |
| contare    | conté                            | cointé                                     | cunté                                       | cuntà           | cuntà                           |
| aspettare  | speté                            | specé (speité)                             | specé (speité)                              | spicià          | spicià                          |
| lavorare   | travajé                          | travajé                                    | lavré/travajé                               | lavrà           | lavorà                          |
| asino      | aso                              | aso                                        | aso                                         | aso/àsen        | àsen                            |
| giovane    | giovo                            | giovo/gióan                                | giovo/gióan                                 | gióvan          | gioven                          |
| settimana  | sman-a                           | sman-a                                     | sman-a                                      | smanna          | setimana/salmana                |
| cipolla    | siola                            | sciola/scigola/siola/scigola               | scigola                                     | scigola         | scigola                         |
| sale       | sal                              | sal                                        | sal                                         | saa             | saa                             |
| sole       | sol                              | sol                                        | sol                                         | soo             | soo                             |
| madre      | mare                             | mari                                       | mari                                        | maa             | mader                           |
| padre      | pare                             | pari                                       | pari                                        | paa             | pader                           |
| mestolo    | cassul                           | cassul                                     | cassul                                      | cassuu          | cazzuu                          |
| bottiglia  | bota                             | bota                                       | bota                                        | botelia         | botelia                         |

- Numeri cardinali

| Varietà                    | 1   | 2   | 3    | 4      | 5     | 8        | 9        | 11         | 12    | 17     | 18      |
| -------------------------- | --- | --- | ---- | ------ | ----- | -------- | -------- | ---------- | ----- | ------ | ------- |
| Piemontese di Torino       | un  | doi | trè  | quatr  | sinch | eut      | neuv     | óndes      | dodes | disset | disdeut |
| Piemontese Biella/Vercelli | jun | doi | trèi | quatr  | sinch | jeut/òt  | neuv/nòv | óndes/unze | dodes | disset | disdeut |
| Piemontese valsesiano      | jun | doi | trèi | quatr  | cinch | vòt/òt   | nòv      | óndes      | dodes | disset | disdeut |
| Novarese occidentale       | jun | dui | trèi | quatr  | sinch | jeut/eut | neuv     | óndas      | dodas | disset | disdeut |
| Novarese urbano            | vun | duu | trii | quatar | cinch | vott     | noeuf    | vundas     | dudas | darset | disdott |
| Milanese                   | vun | duu | trii | quater | cinch | vott     | noeuf    | vundes     | dudes | darset | disdott |

- Giorni della settimana

| Varietà                    | Lunedì | Martedì | Mercoledì | Giovedì | Venerdì | Sabato     | Domenica |
| -------------------------- | ------ | ------- | --------- | ------- | ------- | ---------- | -------- |
| Piemontese di Torino       | Lùn-es | Màrtes  | Mërcol    | Giòbia  | Vënner  | Saba       | Dumìnica |
| Piemontese Biella/Vercelli | Lùn-es | Màrtes  | Mërcol    | Giòbia  | Vënner  | Saba       | Dumìnica |
| Novarese occidentale       | Lùndas | Màrtas  | Mërcol    | Giòbia  | Vënnar  | Saba/Sabat | Dumìnica |